# Проводов-Шонов
Проводов-Шонов (чеш. Provodov-Šonov) је насељено мјесто са административним статусом сеоске општине (чеш. obec) у округу Наход, у Краловехрадечком крају, Чешка Република.

## Становништво
Према подацима о броју становника из 2014. године насеље је имало 1.203 становника.